# Rondalla Agredolç
La Rondalla Agredolç és un conjunt de música tradicional valenciana fundat en 1985 a la comarca de La Safor (País Valencià).
És una agrupació de corda polsada, del tipus de formació anomenada rondalla. La seua formació consta de guitarres, guitarrons, llaüts, bandúrries; amb la incorporació d'instruments com l'acordió i la percussió tradicional: postisses, pandereta, càntir o la canya badada, d'entre altres. També bona part de les cançons són cantades per veus femenines i masculines.
El seu repertori inclou els diferents gèneres de la música tradicional valenciana: jotes, fandangos, seguidilles, boleros (malaguenyes i granaïnes), peteneres, masurques, pasdobles i marxes. També incorporen cants d'estil valencians: per l'u, l'u i dos, l'u i dotze; i les albaes. Han incorporat també estils i gèneres d'altres parts de la península ibèrica i Europa.

## Història
Fundada en l'any 1985, ha contribuït a la recuperació del folklore i la música tradicional de la comarca de La Safor i comarques properes com ara la Vall d'Albaida, La Costera i La Marina Alta. Han col·laborat diferents grups de dansa de la Safor, com ara Trapig, El Rebombori o la Delicà de Gandia, així com amb altres grups de danses d'arreu del País.
És especialment important la participació en diferents manifestacions de la cultura popular valenciana, saraus, fires i festes majors de diferents pobles tant en solitari, com acompanyant grups de danses, com per exemple el Porrat de Sant Blai de Potries o el Porrat de Sant Macià de Ròtova. També en alguns actes populars de caràcter religiós com l'Aurora de Ròtova.
Al llarg dels anys han realitzat concerts i participat en festivals del País Valencià i la resta de l'estat Espanyol així com a l'estranger en diverses ocasions.
La Rondalla Agredolç són membres de la Federació d'Orquestres i Rondalles de Pols i Pua de la Comunitat Valenciana.

## Discografia
- L'Haca Flaca (2012)[3]
- Rondalla al Carrer (2023)